# Фресія
Фресія (ісп. Fresia) — місто в Чилі. Адміністративний центр однойменної комуни. Населення - 6144 особи (2002). Місто і комуна входить до складу провінції Ллянкіуе і регіону Лос-Лагос.
Територія комуни – 1278,1 км². Чисельність населення – 12 688 мешканців (2007). Щільність населення - 9,93 чол./км².

## Розташування
Місто розташоване за 54 км на північний захід від адміністративного центру регіону міста Пуерто-Монт.
Комуна межує:
- на півночі - з комуною Пурранке
- на сході — з комунами Фрутильяр, Ллянкіуе
- на півдні - з комуною Лос-Муермос

На заході комуни розташований Тихий океан.

## Демографія
Згідно з даними, зібраними під час перепису Національним інститутом статистики, населення комуни становить 12 688 осіб, з яких 6460 чоловіків та 6228 жінок.
Населення комуни становить 1,6% від загальної чисельності населення регіону Лос-Лагос. 53,13% належить до сільського населення та 46,87% - міське населення.